# David Ricardo
Pour les articles homonymes, voir Ricardo.
David Ricardo, né le 18 avril 1772 à Londres et mort le 11 septembre 1823 à Gatcombe Park, est un économiste et philosophe britannique, également agent de change et député. Il est considéré comme l'un des économistes libéraux les plus influents de l'école classique aux côtés d'Adam Smith et de Thomas Malthus.
John Maynard Keynes, critique de Ricardo, écrit dans sa Théorie générale de l'emploi, de l'intérêt et de la monnaie que « Ricardo conquit l'Angleterre aussi complètement que la Sainte Inquisition l'Espagne ».

## Biographie

### Jeunesse
David Ricardo est le troisième des dix-sept enfants d'une famille bourgeoise de financiers  juifs d'origine portugaise, ayant émigré des Pays-Bas vers l'Angleterre juste avant sa naissance.
À quatorze ans, David Ricardo rejoint son père à la Bourse de Londres, où il commence à apprendre le fonctionnement de la finance.
Ricardo rejette le judaïsme orthodoxe de sa famille et s'enfuit à l'âge de 21 ans avec une Quaker, Priscilla Anne Wilkinson, qu'il vient d'épouser.
Sa mère, en représailles, ne lui parlera plus jamais. À cette époque, Ricardo devient également un Chrétien unitarien.

### Financier: praticien et théoricien
La rupture avec sa famille le contraint à se mettre à son compte en devenant agent de change. Ses premiers écrits, sur les problèmes monétaires des guerres napoléoniennes, paraissent sous forme de trois articles publiés dans le Morning Chronicle entre 1809 et 1810. Il publie un an plus tard Essai sur le haut prix du lingot : preuve de la dépréciation des billets de banque (1811), où il développe une thèse quantitativiste selon laquelle l'excès d'émission de billets a contribué à déprécier la devise anglaise lors des guerres napoléoniennes. Ce livre influencera la rédaction du « Bullion Report » par la commission du même nom de la Chambre des communes.

### Député
Les débats engendrés par la publication de ses ouvrages monétaires amènent Ricardo à développer ses connaissances en économie.
En 1799, lors de vacances particulièrement ennuyeuses passées dans le lieu de villégiature anglais de Bath, il s'intéresse à l'économie en lisant Recherches sur la nature et les causes de la richesse des nations (1776) d'Adam Smith.
Son travail d'agent de change le rend suffisamment riche pour prendre sa retraite en 1814, à l'âge de 42 ans. Il déménage à Gatcombe Park et partage son temps entre la politique et l'économie.
Entré au Parlement britannique en 1819, après avoir acheté un siège de pair représentant de Portarlington, une pairie d'Irlande, il siège jusqu'en 1823, l'année de sa mort.
En tant que député, Ricardo défend le libre-échange et l'abrogation des Corn Laws (lois sur le blé), votées en 1815.

### Économiste
Ricardo est un autodidacte de la pensée économique. Il correspond en abondance avec Jeremy Bentham, Thomas Malthus et Jean-Baptiste Say, sur des sujets tels que le rôle des propriétaires terriens dans la société. Il fréquente aussi les milieux intellectuels londoniens, et devient membre du Club d'économie politique de Malthus (Malthus' Political Economy Club) et du Roi des clubs (King of Clubs).
En 1815, Ricardo publie Essai sur l'influence des bas prix du blé sur les profits du capital.
En 1817 est publiée son œuvre maîtresse, Des principes de l'économie politique et de l'impôt qu'il modifiera le restant de sa vie. La deuxième édition sort en 1819 et la troisième en 1821.
En 1820, David Ricardo écrit à Malthus quelques années avant sa mort :

« L'économie politique est selon vous une enquête sur la nature et les causes de la richesse. J'estime au contraire qu'elle doit être définie : une enquête sur la distribution… De jour en jour, je suis plus convaincu que la première étude est vaine et décevante et que la seconde constitue l'objet propre de la science. »

Il meurt d'une otite en 1823 à Gatcombe Park à l'âge de 51 ans, un an après avoir fait un grand tour d'Europe.
À son décès, sa fortune s’élevait à environ 725 000 £, une importante somme pour l'époque.

## Pensée

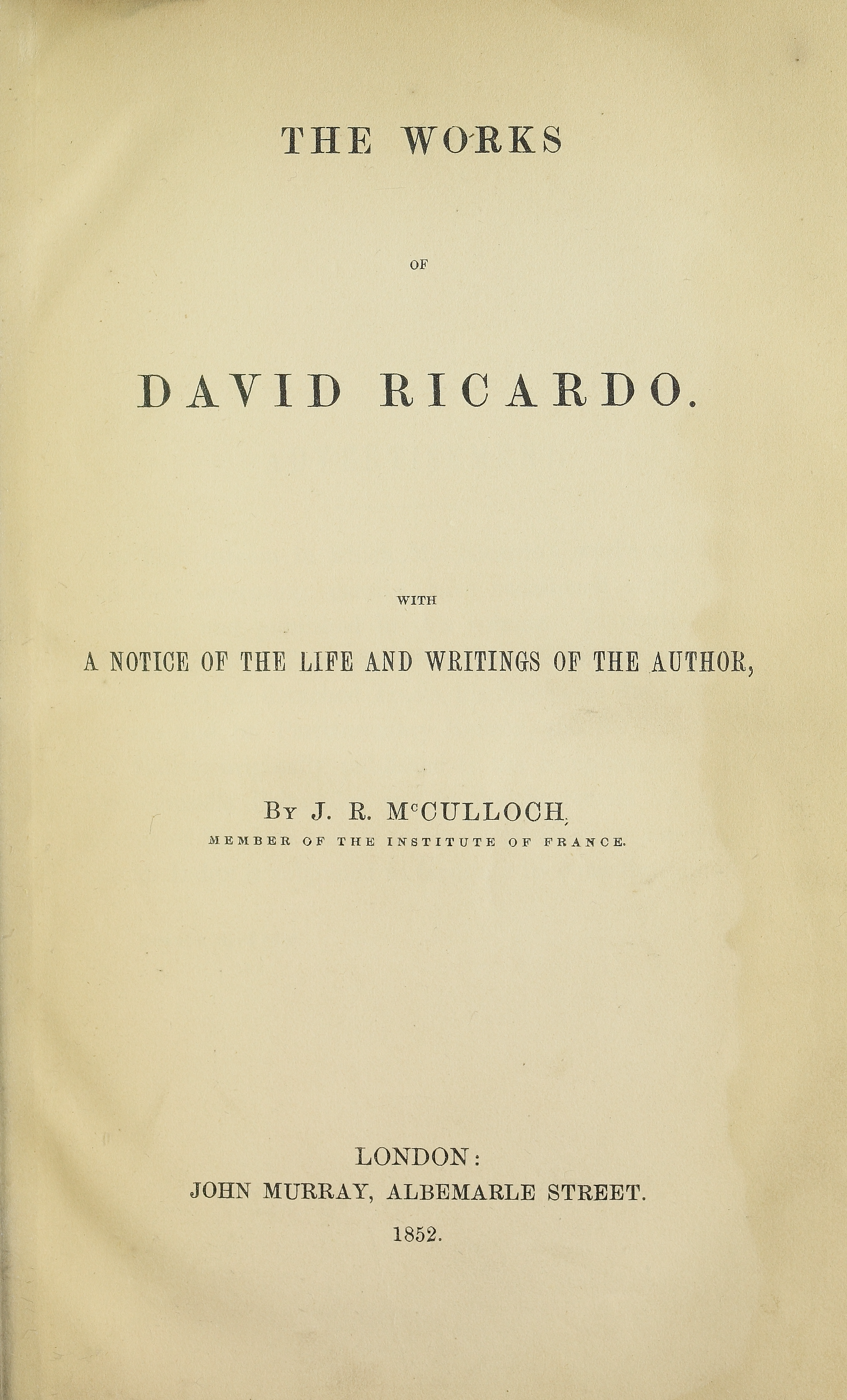
Works, 1852.

### Cadre analytique et «vice ricardien»
Joseph Schumpeter note que Ricardo, James Mill et Senior « ne se sont pas souciés de spécifier les détails du cadre institutionnel qu'ils avaient présent à l'esprit, mais ont considéré qu'il allait de soi ». En fait, le cadre de sa réflexion inclut bien l'idée d'une certaine contingence des institutions, mais l'idée que « l'ordre capitaliste n'est qu'une phase historique, destinée à évoluer par la vertu de sa logique inhérente vers quelque chose d'autre », leur est étrangère et « n'appartient qu'à Marx ». Donc l'idée de "la fin de l'histoire" préconisée par le sociologue américain contemporain Fukuyama n'est pas nouvelle, elle existe déjà chez les classiques[Interprétation personnelle ?]. Cependant, Ricardo admet (avec tous les autres classiques) que l'avenir du capitalisme est condamné. La part de la rente accaparée par les propriétaires terriens a tendance à augmenter dans le revenu national  au détriment de celle des profits (et des salaires) nécessaires au développement du capitalisme. En effet, l'augmentation de la population, laquelle est une donnée pour les classiques, permet l'exploitation des terres de moins en moins fertiles et donc plus coûteuses à exploiter qui provoque la hausse du prix du blé qui a tendance à s'égaliser à son coût de production.
Du point de vue analytique, Ricardo a tendance, à partir d'hypothèses spécifiques, à raisonner des cas limites  en poussant le raisonnement jusqu'au bout. Ensuite, il peut appliquer ses conclusions à l'ensemble du domaine économique en oubliant les hypothèses qui limitent la validité de ses conclusions. C'est ce que Joseph Schumpeter appelle le « vice ricardien ».
Ricardo distingue trois classes : les propriétaires terriens qui perçoivent des rentes, les capitalistes qui perçoivent des profits et les travailleurs qui perçoivent des salaires.

### Théorie de la valeur
Ricardo, à la suite d'Adam Smith, distingue la valeur d'usage (c'est-à-dire l'utilité) et la valeur d'échange. Si la valeur d'usage est nécessaire pour qu'il y ait échange, ce n'est pas elle qui fonde la valeur d'échange comme le montre le paradoxe de l'eau et du diamant : l'eau a une forte utilité mais une valeur d'échange (prix) très basse ; au contraire le diamant a une utilité faible mais une valeur d'échange forte. Ricardo distingue également les biens non reproductibles comme l'eau et le diamant et les biens reproductibles c'est-à-dire que l'on peut manufacturer. C'est sur ces biens qu'il centre son attention. Ici, Ricardo va s'éloigner de Smith. En effet, pour Smith, la valeur d'une marchandise se mesurait par la quantité de travail qu'elle pouvait commander (par exemple, pour lui, le temps mis à tuer des castors pouvait commander leur valeur d'achat). Au contraire, ce qui va intéresser Ricardo, c'est la théorie de la valeur-travail incorporée dans la marchandise. Quand il introduit le capital, Ricardo s'en tient principalement au capital circulant et plus précisément aux fonds des salaires, c'est-à-dire aux salaires qu'il faut avancer pour produire une marchandise. Cela conduit Ricardo (comme les économistes de son temps, il suppose que l'essentiel des dépenses des ménages est consacré à l'achat de nourriture) « à raisonner sur des modèles où le blé tenait lieu à la fois de capital (circulant) et de biens de consommation ».

### Théorie de la rente de la terre

#### Contexte
Durant la guerre contre la France et Napoléon, à la suite du Blocus continental, le prix du blé a fortement augmenté en Angleterre. Une fois la paix revenue, il diminue fortement. Aussi en 1815, le Parlement adopte une loi sur les blés Corn laws qui interdit l'importation du blé chaque fois que le prix descend en dessous de 80 shillings (il valait 152 shillings en 1812.). Ricardo, Sir Edward West, le colonel Torrens et Malthus écrivent chacun un ouvrage sur ce sujet. La loi ne sera abrogée qu'en 1846 en grande partie grâce aux écrits de Ricardo. Pour comprendre le problème de la rente et la pensée économique de Ricardo, il faut se souvenir que les débats parlementaires avaient mis en vedette deux questions : « la loi des rendements décroissants et la détermination de la rente ».

#### Théorie de la rente
Pour Ricardo, « la rente a un caractère non pas absolu, lié au monopole de la terre, mais différentiel, lié à la fertilité inégale des terres ». La rente est différentielle c'est-à-dire qu'elle vient d'une inégale fertilité des terres. Son idée est la suivante : la hausse de la population exige de mettre en valeur des terres moins fertiles qui pour un même travail produisent moins à l'hectare. Pour que les terres moins fertiles soient exploitées, il faut payer un prix qui couvre au moins les frais de production. Il en résulte que le prix du blé va augmenter et que les propriétaires qui exploitent les terres les plus fertiles percevront une rente qui couvre la différence de prix de production entre le blé produit sur leur terre et les terres moins fertiles. Il en résulte : « que le taux de rente varie selon la terre, que la terre la moins fertile ne paie pas de rente, que le prix de la marchandise, déterminé sur cette terre, ne comprend pas la rente ».

#### Rente de la terre et prix du blé
Chez Ricardo, la rente est la conséquence d'un prix élevé lui-même conséquence de la nécessité à la suite de la pression démographique de mettre en culture des terres moins fertiles.

« La valeur du blé est déterminée par la quantité de travail consacrée à sa production sur la terre - ou sur la part de capital - qui ne paie pas de rente. Ce n'est pas parce que l'on paie une rente que le blé est cher, c'est au contraire parce que le blé est cher que l'on paie une rente. »

### Théoricien de l'étalon-or
Dans le Bullion Report remis à la Chambre des communes en 1810, Ricardo dénonce l'émission excessive des billets de banque, source selon lui de l'inflation.
Il préconise que l'émission de monnaie soit limitée par le stock d'or, afin d'en garantir la valeur.

### Modèle de croissance
La répartition des revenus entre les propriétaires fonciers, les capitalistes et les travailleurs dépend de la fertilité des terres agricoles, des capitaux disponibles (fonds de salaire) et du nombre de travailleurs. Les premiers reçoivent la rente, les deuxièmes le profit et les travailleurs le salaire.
On peut représenter graphiquement la répartition des revenus en utilisant les courbes de rendement moyen et de rendement marginal des terres agricoles. Le fonds de salaire sert à payer les travailleurs. Le taux de salaire dépend du nombre de travailleurs. La rente est donnée par la différence entre le rendement moyen et le rendement marginal. Le profit est ce qui reste après avoir rémunéré les propriétaires fonciers et les travailleurs. À court terme on aura alors le nombre de travailleurs {\displaystyle L_{o}} et le salaire {\displaystyle w}.
Le profit augmente le fonds de salaire pour l'année suivante. D'autre part, si les travailleurs reçoivent un salaire supérieur au salaire de subsistance, la population augmente (loi de Malthus). À long terme, on aura un état stationnaire avec un salaire égal au salaire de subsistance ({\displaystyle w_{s}}) et un profit nul.

### Théorie de l'avantage comparatif
David Ricardo a montré que tous les pays, même les moins compétitifs, trouvent dans certaines conditions théoriques (concurrence parfaite, sans pressions politiques donc), un intérêt à rentrer dans le jeu du commerce international en se spécialisant dans la production où ils détiennent l'avantage relatif le plus important ou le désavantage relatif le moins lourd de conséquences.
Dans le chapitre VII des Principes de l'économie politique et de l'impôt, Ricardo développe l'exemple des échanges de vin et de drap entre l'Angleterre et le Portugal. Avec un nombre d'heures de travail donné, le Portugal produit 20 mètres de drap ou 300 litres de vin tandis que l'Angleterre produit 10 mètres de drap ou 100 litres de vin. L'Angleterre est donc désavantagée dans les deux productions. Ricardo montre pourtant que l'Angleterre a intérêt à se spécialiser dans la production de drap, où elle possède un avantage relatif, car avec 10 mètres de drap, elle obtiendra 150 litres de vin portugais (contre 100 chez elle). À l'inverse, le Portugal devra se spécialiser dans la production vinicole puisque l'échange avec l'Angleterre de 300 litres de vin portugais lui permettra d'obtenir 30 mètres de drap anglais au lieu de 20 mètres de drap portugais. L'Angleterre a un avantage comparatif dans la production de drap alors que le Portugal possède un avantage absolu.
L'analyse de Ricardo montre ainsi que la spécialisation fondée sur les avantages comparatifs permet une augmentation simultanée de la production de vin et de drap. Dans son modèle, il existe toujours une combinaison de prix telle que le libre-échange soit profitable à chaque pays, y compris le moins productif ; il s'agit d'un jeu à somme positive.
Pour arriver à cette conclusion David Ricardo émet quatre hypothèses : la valeur du travail est égale au prix multiplié par la quantité de travail ; la concurrence doit être parfaite ; il doit y avoir immobilité des facteurs de production au niveau international (seules les marchandises circulent) et enfin la productivité doit être constante.
Dans la réalité, ces conditions théoriques ne sont jamais remplies, et l'application pratique de la théorie de l'avantage comparatif pose un certain nombre de problèmes qu'il convient d'examiner.
En effet un pays qui se spécialise sur une production devient dépendant, pour les autres productions, du marché international. Cela implique qu'il peut subir des pressions politiques. La réciproque est cependant tout aussi vraie : il peut aussi, à son tour, faire subir aux autres pays qui dépendent de lui des pressions politiques. On peut ainsi dire que cela entraîne, dans l'ensemble, une dépendance accrue des pays engagés dans l'échange les uns par rapport aux autres, ce qui peut avoir comme conséquence un intérêt commun au maintien de la paix. En effet, la guerre venant interrompre les échanges, tous les participants y ont quelque chose à perdre. Nous ne manquerons pas de souligner que c'est l'idée même qui sous-tend la création de la CECA - CEE - Union européenne.
Un exemple de conséquence : la spécialisation d'un pays pauvre dans une culture destinée à l'export peut momentanément entraîner la baisse de disponibilité sur place des denrées alimentaires de base dans ce pays. Il s'ensuit une hausse des prix locaux de ces denrées alimentaires de base, et des risques de famine. À long terme cependant, si des conditions de gouvernance interne sont remplies (diminution de la corruption), la position du pays en question comme source d'exportation d'une denrée alimentaire donnée tend à créer des débouchés pour les producteurs et stimule en conséquence l'appareil productif le rendant ainsi plus robuste.
Il y a également des exemples qui montrent les avantages de la spécialisation : la spécialisation de la Chine dans la production de terres rares lui a conféré un pouvoir de pression sur tous les pays consommateurs de ces matériaux.
Une analyse équilibrée tend à montrer que, bien que la spécialisation comporte des risques, lorsqu'elle n'est pas poussée à outrance et que les risques sont pris en compte en amont de manière adéquate, le contexte réel des échanges entre pays peut s'approcher du contexte théorique idéal et ainsi créer les conditions d'un jeu à somme positive.

### Équivalence ricardienne
L’« équivalence ricardienne » ou la « neutralité ricardienne » est une théorie économique également appelée « effet Ricardo-Barro » ou « théorème d'équivalence de Ricardo-Barro », énoncé en premier lieu par David Ricardo, économiste classique du XIXe siècle, puis repris par Robert Barro en 1974.
Selon ce théorème, il y aurait, sous certaines conditions, équivalence entre l'augmentation de la dette publique aujourd'hui et l'augmentation des impôts requise demain par le remboursement de cette dette et le paiement des intérêts. Si les agents économiques se comportent de manière rationnelle, une politique de relance (distributions de revenus financée par la dette publique) ne les poussera pas à consommer, mais plutôt à économiser (augmentation des taux d'épargne), en prévision de hausses d’impôts futures.
La validité de l'« équivalence ricardienne » a longtemps été – et est encore – discutée. Le théorème n'a été énoncé que dans des situations très précises, limitées par des hypothèses nombreuses.
Une étude de la DGTPE suggère que les ménages, de la zone euro et en France, pouvaient suivre un comportement ricardien : « une hausse de 1 point de PIB du déficit public structurel serait compensée par une augmentation de 3/4 de point de PIB de l'épargne privée, ce qui serait cohérent avec un comportement largement ricardien des ménages de la zone euro » (les auteurs de cette étude notent qu’il convient de ne pas « interpréter trop hâtivement comme une causalité ce type de corrélation »).
Christian Bialès, dans son blog, parle de contestation des hypothèses de l'équivalence ricardienne alors que ses développements devraient aussi conduire à la contestation du principe lui-même : en effet, une augmentation de la dette publique n'induit en rien une augmentation future des impôts. Les pouvoirs publics peuvent choisir de réduire les dépenses, d'emprunter ou d'augmenter les impôts voire une combinaison des trois.

## Œuvres
- Le cours élevé du lingot, preuve de la dépréciation des billets de la banque (1810)
- Réponse aux observations pratiques de M. Bosanquet sur le « Rapport du Bullion Comittee » (1811)
- Essai sur le haut prix des lingots (The High Price of Bullion, A Proof of the Depreciation of Bank Notes, 1811)
- Essai sur l'influence des bas prix du blé sur les profits du capital (An Essay on the Influence of a Low Price of Corn on the Profits of Stock, 1815)[17]
- Des principes de l'économie politique et de l'impôt (On the Principles of Political Economy and Taxation, 1817)[18]
- Le système de consolidation, Encyclopædia Britannica (1820)
- De la protection de l'Agriculture (On Protection in Agriculture, 1822)
- Plan pour l'établissement d'une Banque Nationale (1824)
- Valeur absolue et valeur d'échange (trad. de l'anglais par David Zapero Maier), Paris, Allia, 2011, 96 p. (ISBN 9782844854117)